# Kislaya Guba

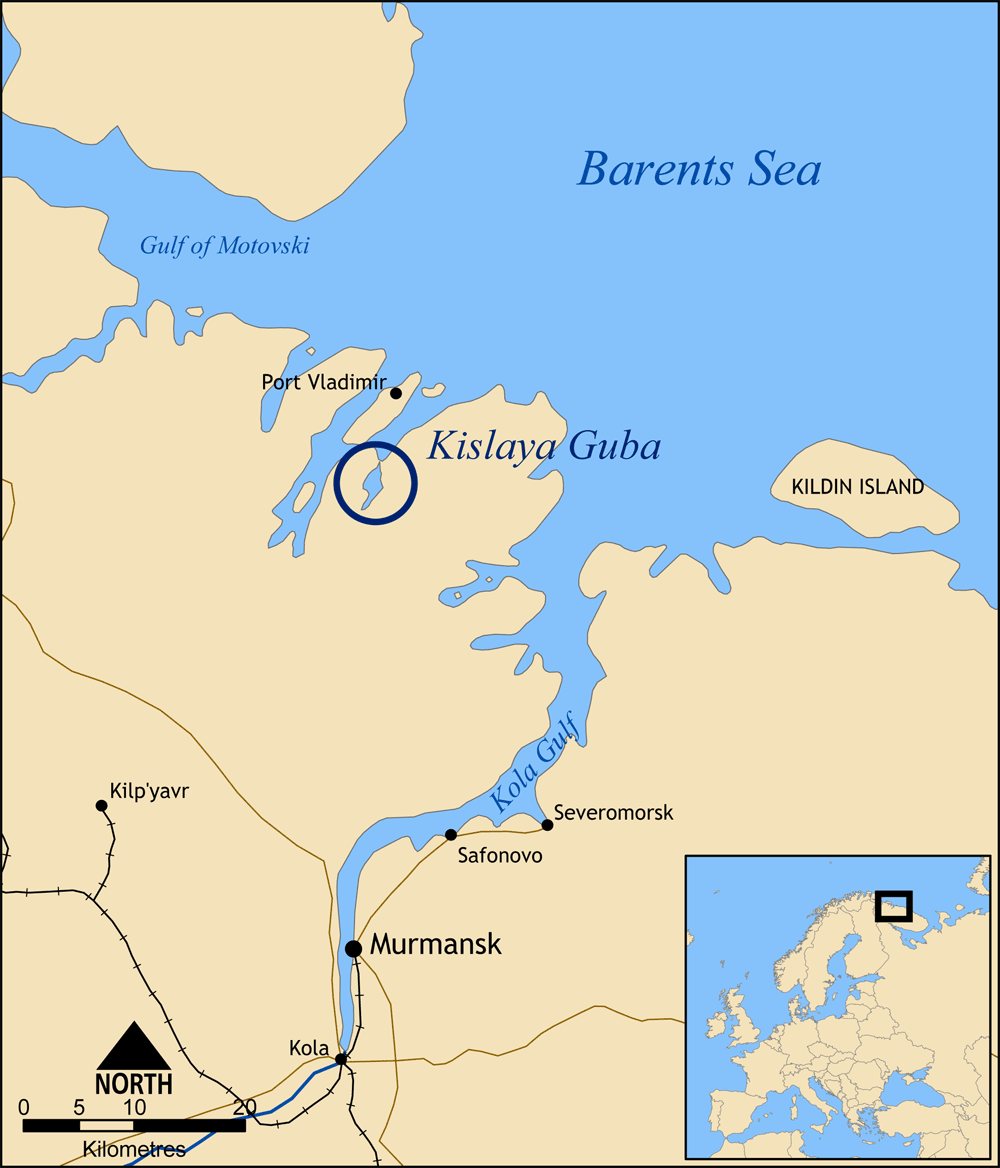
Mapa de Kislaya Guba.

Kislaya Guba é um fiorde na península de Kola, próximo de Murmansk, Rússia. A formação é conectada ao mar de Barents ao norte e é sobretudo conhecida por abrigar um projeto experimental de energia maremotriz, a Usina de Kislaya Guba.